# الطاعون الأنطوني
الطاعون الأنطوني (بالإنجليزية: Antonine Plague) هو  وباء ضرب الإمبراطورية الرومانية في نهاية السلالة الأنطونية، خلال عهد ماركوس أوريليوس وخلفه كومودوس، بين سنتي 165 و190 م. حيث أرجع هذا الوباء أو بالأحرى الجائحة إلى الإمبراطورية الرومانية من طرف القوات العائدين من الحملات التي قاموا بها في الشرق الأدنى.

## نبذة

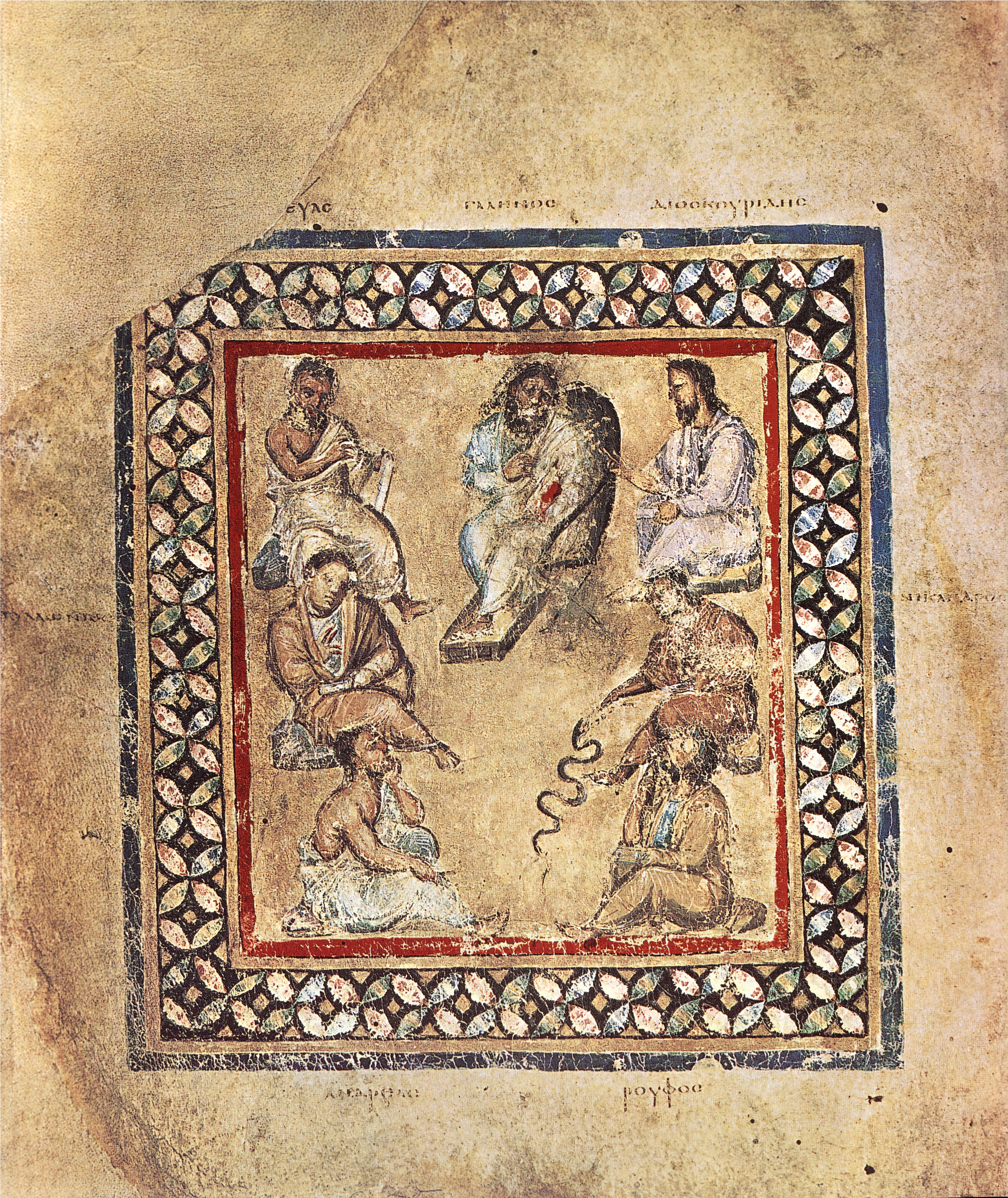
مجموعة من الأطباء في صورة من مخطوطة للطبيب اليوناني ديسقوريدوس، سميت باسم الطبيب جالينوس الذي يظهر في المركز أعلى الصورة.

### التسمية
يرجع أصل تسمية هذا الطاعون «أنطوني» إلى اسم السلالة التي حكمت الإمبراطورية الرومانية آن ذاك: الأنطونيون. كما ويطلق عليه المؤرخون الإنجليز أحيانا اسم الطاعون الجالينيسي (الطاعون الغالينيكي) نسبة لإسم جالينوس، الطبيب الشهير في ذلك الوقت. يشتبه العلماء في أنه كان إما مرض الجدري  أو الحصبة، ليبقى السبب الحقيقي وراءه غير محدد.

### وصف الوباء
وفقا للمؤرخ الروماني كاسيوس ديو (235-155)، فقد تسبب هذا الوباء في تدمير الجيش الروماني وفاة ما يصل إلى 2000 حالة يوميا، وتم تقدير العدد الإجمالي للوفيات بحوالي 5 ملايين شخص. قتل المرض ما يصل إلى ثلث السكان في بعض المناطق ودمر الجيش الروماني.
تتفق المصادر القديمة على أن الوباء ظهر لأول مرة خلال فترة الحصار الروماني لسلوقية في شتاء 166-165.
أكدت تقارير أميانوس مارسيليانوس أن هذا الطاعون قد انتشر إلى بلاد الغال وإلى الجحافل على طول نهر الراين. ويؤكد يوتروبيوس أن عدد كبير من السكان ماتوا في جميع أنحاء الإمبراطورية.
ريتشارد رافيه من جهته يعتقد أن الطاعون ربما يكون قد اندلع أيضا في شرق هان الصينية قبل سنة 166 م، وذلك بالنظر إلى إشعارات الطاعون في السجلات الصينية.
كان للوباء تأثير على الثقافة والأدب الروماني، وربما أثر أيضا تأثيرا شديدا على العلاقات التجارية الهندية الرومانية في المحيط الهندي.

## تاريخ
ترجع المصادر التاريخية اندلاع الوباء إلى الفترة التي تم فيها حصار مدينة سلوقية من قبل قوات لوسيوس فيروس بقيادة افيديوس كاسيوس سنة 166 م. أكد علم التاريخ القديم هذا الحدث، فكثيرا ما تم تناولها من قبل المؤرخين الحديثة والمعاصرة، لكن الفكرة تطرح أحيانا فرضية تقول أن تفشي الوباء أدى إلى الانسحاب الروماني. ومع ذلك، فإن هذا الوضع يفسر على نحو أفضل الوضع العسكري، واستحالة احتلال مدينة منهوبة.
الصعوبات التي واجهتها الجيوش الرومانية عند عودتها يمكن أيضا أن تفسيرها في حدوث مشاكل في التزود بالمؤن. من ناحية أخرى، من المؤكد أن تحركات القوات الكبيرة خلال هذه السنوات كانت قادرة على نشر الوباء على نطاق أوسع.
في الشرق، انتشر الطاعون في العديد من المدن الصغيرة. في مصر، حافظ البرديات على توثيق آثار التدميرية: بسبب الوباء، أصبحت قرية سكنوبايوس شبه مهجورة تماما. وكما يشهد ورق البردي تمويس،  فإن اجتياح الطاعون انضاف إلى الصعوبات الزراعية والاقتصادية والاجتماعية كانت موجودة أصلا، أين دمر قطاع الطرق المنطقة، وكان الفلاحون يفرون من الضرائب الثقيلة التي كانت مفروضة عليهم.
في آسيا، ربما يكون هو ذلك الوباء الذي وصفه «أيليوس أريستيد» في مدينة أفسس خلال حوالي سنة 165. ذكرت الأحجار المقدسة للمنطقة المقدس من كلاروس إلى كولوفون أوبئة مرتبطة بهذا الوباء، لكن التاريخ الذي ترجع له غير مؤكد، فبينما يرى البعض أنها ربما تشير إلى وباء الأنطوان، يرى البعض الآخر أنها تذكر وباء محلي آخر أقل أهمية.
وصول الوباء وانتشاره في إيطاليا معروف جيدا بفضل أعمال جالينوس. من الممكن تفسير المغادرة المفاجئة لهذا الأخيرة في سنة 166، كانت بسبب رغبته في الفرار من الوباء. لكنه تم استدعاءه من بيرغامون من قبل الأباطرة فكان عليه العودة إلى إيطاليا.
كان الإمبراطوان «ماركوس أوريليوس» و«لوسيوس فيروس» قد قاموا بالفعل بحشد قوات هامة في شمال إيطاليا في أكويليا، لمواجهة التهديدات البربرية في المناطق الدانوبية. ما أدى إلى تضرر الجنود بشدة من هذا الوباء خلال شتاء 169-168، ما دعا الأباطرة إلى استدعاء العديد من الأطباء، بما فيهم جالينوس. حيث بقي هذا الأخير في إيطاليا خلال فترة تفشي الوباء وكان واحدا من أهم الأطباء في البلاط الإمبراطوري. في وقت لاحق اضطر الأباطرة للعودة إلى روما بسبب الوباء، وفي طريق العودة توفي «لوسيوس فيروس» بسبب سكتة وليس عن طريق المرض.
بعد ذلك استمر لفترة طويلة، غير أنه لا يوجد شيء مؤكد، يبين الوباء كان سببا في قتل «مارك أوريليوس» في سنة 180. وقد تم مؤخرا التشكيك في صحة النقش الذي ذكره في مملكة نوريكوم في سنة 182، وفقا ل. هاميتر قد تكون الإشارة إلى الطاعون نتيجة لتزوير حديث، لكن فحص ختم النقش في القضية يشير إلى عكس هذه الأطروحة: وباء الطاعون كان لايزال محتدما في نوريكوم خلال سنة 182. وفقا ل ج. شميت، يجب علينا أيضا أن ننسب له الضحايا المذكورة في سجل ثقافة ميثرا وفيرونوم.
كشفت الحفريات الأثرية الأخيرة في غلوشستر على مستوى المقبرة الرومانية في ووتون، عن وجود قبر مشترك يعود تاريخه إلى النصف الثاني من القرن 2 يحتوي على 91 جثة. الدفن بهذه الطريقة الغير منظمة، يؤشر لحدوث كارثة متعلقة بوباء، لذلك فمن الممكن جدا أن يكونوا ضحايا للطاعون الأنطوني. بالرغم من ذلك، لوحظ أن هناك تفسيرات أخرى ممكنة لهذا الدفن الجماعي وأنه يمكن أن يكون مقبرة جماعية لأشد الناس فقرا. ينضاف إلى ذلك أنه من النادر العثور على مقابر جماعية تتعلق بالطاعون الأنطوني، على اعتبار أن الحرق في هذا الوقت من العصور القديمة كان هو أكثر الممارسات انتشارا، حتى لو كان قد تم دفن أقلية من السكان.